# Trochiloglossa tropica
Trochiloglossa tropica är en tvåvingeart som beskrevs av Townsend 1919. Trochiloglossa tropica ingår i släktet Trochiloglossa och familjen parasitflugor. Inga underarter finns listade i Catalogue of Life.